# طريق 517 (السعودية)
الطريق 517 أو طريق الخرج-الرياض السريع أحد الطرق الثانوية في السعودية. يبدأ الطريق من الخرج عند تقاطعه مع الطريق السريع 10 باتجاه الشمال حتى التقاطع رقم 18"؛ الذي يربط الضلع الجنوبي بالشرقي من طريق الرياض الدائري.